# Higashifushimi Kunihide
Conde Higashifushimi Kunihide (東伏見 邦英?   16 de mayo de 1910-1 de enero de 2014) fue el jefe titular del Higashifushimi-no-miya, una rama extinta de la Casa Imperial de Japón, y un monje budista. Era el hermano más joven de la emperatriz Nagako y era el tío materno del actual emperador emérito, Akihito. Si él hubiese mantenido su estatus imperial, en el momento de su muerte habría sido el miembro de más edad de la familia imperial japonesa. Su nombre Dharma es Jigō (慈洽?).

## Primeros años
El conde Higashifushimi Kunihide nació como el príncipe Prince Kuni Kunihide (邦英王?), hijo menor del teniente coronel Príncipe Kuniyoshi Kuni y su esposa, la ex Shimazu Chikako (19 de octubre de 1879 - 9 de septiembre de 1956). Tío del príncipe Kuni, el almirante príncipe Higashifushimi Yorihito, la cabeza de la línea Higashifushimi-no-miya, no tenía herederos y, en consecuencia, tras consultar con su padre, el príncipe Kunihide fue dado a la custodia de su tío abuelo y su esposa el 26 de octubre de 1919, aunque no formalmente adoptado.

## Muerte
Murió el 1 de enero de 2014, a la edad de 103 años.